# Christian von Schlözer

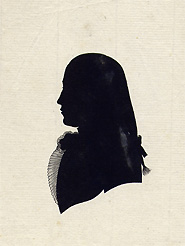
Silhouette Christian von Schlözer

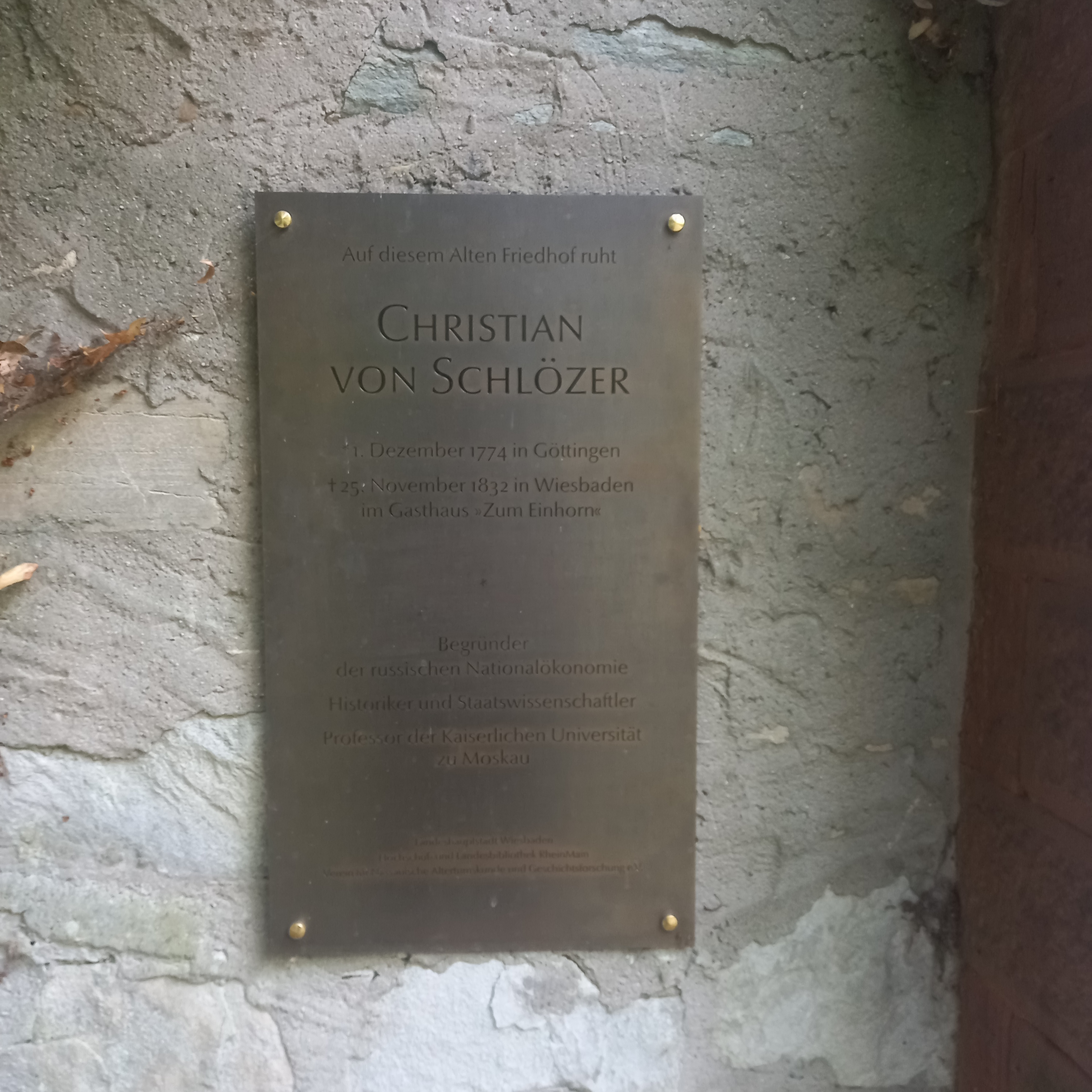
Gedenktafel für das Grab von Christian von Schlözer auf dem Alten Friedhof in Wiesbaden

Christian von Schlözer (* 1. Dezember 1774 in Göttingen; † 25. November 1832 in Wiesbaden) war Begründer der russischen Nationalökonomie, Historiker, Staatswissenschaftler und Professor der Kaiserlichen Universität zu Moskau.

## Leben
Christian von Schlözer war der älteste Sohn des 1804 russisch nobilitierten Göttinger Gelehrten August Ludwig von Schlözer und seiner Ehefrau Caroline Friederike von Schlözer. Die Philosophin Dorothea Schlözer war seine Schwester, der Kaufmann Karl von Schlözer sein Bruder. Er besuchte die Schule in Eisleben und studierte Rechtswissenschaften und Geschichte an der Universität Göttingen, wo er 1796 mit einer Arbeit zur Vermögensstrafe zum Dr. beider Rechte promoviert wurde.
Wie sein Vater begann er seine wissenschaftliche Laufbahn nach dem Studium in Russland, wo er ab 1800 als Staatsrechtler an der Kaiserlichen Universität Dorpat und von 1802 bis 1826 an der Kaiserlichen Universität zu Moskau lehrte. Er wurde 1805 korrespondierendes Mitglied der Akademie der Wissenschaften zu Göttingen. Schlözer wurde in Moskau zum russischen Hofrat und 1819 zum russischen Staatsrat ernannt. 1810 begann er mit der Sichtung des Nachlasses seines Vaters und veröffentlichte 1828 dessen Biografie, die er seinem neuen Dienstherrn Karl vom Stein zum Altenstein widmete. Einen tiefen Einschnitt in seiner akademischen Karriere bildete der Brand von Moskau 1812, der ihn in das zeitweilige Exil in Wologda zwang und bei seiner Rückkehr sein Hab und Gut vernichtet vorfinden ließ.
Er trat 1827 in den preußischen Staatsdienst ein und war von 1828 bis 1831 Professor an der Rheinischen Friedrich-Wilhelms-Universität in Bonn. Verarmt und krank starb er Ende 1832 nach mehrmonatigem Aufenthalt im Wiesbadener Gasthaus „Einhorn“.
Von seiner Studienzeit bis zu seinem Lebensende stand Christian von Schlözer in engem persönlichen bzw. brieflichen Kontakt mit dem deutschbaltischen Altertumsforscher und Sammler Johann Friedrich von Recke.

## Bedeutung
Christian von Schlözer gilt als „erster akademischer Ökonom Rußlands“. Durch seine Lehrtätigkeit und seine zahlreichen Schriften machte er im Zuge der Reformen Alexanders I. zusammen mit Heinrich Friedrich von Storch im ersten Jahrzehnt des 19. Jahrhunderts die Lehren der Klassischen Nationalökonomie im Zarenreich bekannt.

## Auszeichnungen
- Russischer Orden der Heiligen Anna 2. Klasse mit Brillanten

## Werke (Auswahl)
- Commentatio de jure suffragii in societate aequali. In concertatione civi um Academiae Georgiae Augustae d. 4. Jun. 1795 praemio a rege M. Brittanniae Aug. constituto ab ordine philosophorum ornate. Gottingae 1796 (abgedruckt auch in „Kleinen Schriften“ 1807, S. 11–59).
- Principia doctrinae de bonorum confiscatione quatenus ea cum stricto iure naturae tum aequitatis atque utilitatis consiliis nituntur: quae auctoritate illustris iureconsultorum ordinis. De bonorum confiscatione. Diss. pro obt. sum. in jurispr. honoribus. Goettingae. 1796.
- De justi et sapientis ductis principio, causas subditorum non e propria sententia dijudicandi, sed semper foro legitimo cognoscendeas submittendi, Moskau 1802 (abgedruckt auch in „Kleinen Schriften“ 1807, S. 60–80). DEUTSCH Ueber den Grundsatz eines weisen und gerechten Fürsten, die Rechtssachen seiner Unterthanen niemals nach eigener Willkür zu entscheiden, sondern solche immer dem Gerichte zur gesetzmäßigen Entscheidung zu überlassen. In: Nordisches Archiv 2 (1803), S. 81–96, 151–166; RUSSISCH  Slovo o tom, čto spravedlivyj i mudryj gosudar’ sam nikogda ne sudit del svoich poddannych, no vsegda preporučaet suždenie ich učreždenijam na to prisutstvennym mestam, proiznesennoe na latinskom jazyke oboich prav doktorom, prava estestvennogo, narodnogo, politiki i nravoučenija, professorom pub. or. Christianom Šlëcerom; na rossijskij jazyk perevedennoe studentom Fëdorom Lenkevičem, Moskau 1802.
- Primae lineae scientiarum politicarum, ductae in usum praelec-tionum in universitate Mosquensi habendarum. Mosquae 1803 (abgedruckt auch in „Kleinen Schriften“ 1807, S. 81–121).
- Abriß der Geschichte Sibiriens. In: Russische Miscellen. 2. Band. No. IV–VI. Leipzig 1803; No. VI, Leipzig 1803, S. 117–199; 3. Band. No. VII–IX. Leipzig 1804. No. VII, Leipzig 1803, S. 124–160. RUSSISCH Kratkoe načertanie Sibirskoj istorii. In: Vestnik Evropy. Čast’ XVII. 1804. No. 19, S. 183–212; Čast’ XVIII. 1804. No. 24, S. 259–280. FRANZÖSISCH Ebauche d’une histoire de la Sibérie. Avec une Carte historique. Moskau 1809.
- Tables de matières contenues dans la science du droit des gens de l’Europe. A l’usage de ses auditeurs. Dorpat 1804.
- Erläuterung der Geschichte der britischen Inseln durch Zeittafeln und historisch-geographische Charten. Mitau 1804; 2 Bde., Riga 1805, 1807.
- Principes élémentaires d’Economie politique par Chrétien de Schlötzer, Docteur en Droit de l’Université de Göttingue, Conseiller de Cour de Sa Majesté l’Empereur de toutes les Russies, Professeur des Sciences politiques à l’Université de Moscou. A l’usage des établissements d’instruction publique en Russie. Tome premier (der zweite Band in französischer Sprache ist nicht erschienen). Dorpat 1804. RUSSISCH Načal’nye osnovanija gosudarstvennogo chozjajstva, ili nauki o narodnom bogatstve, sočinennye Christianom Šlëcerom, nadvornym sovetnikom i politiki professorom v Imperatorskom Moskovskom universitete. Perevod s nemeckogo Semëna Smirnova. Dlja upotreblenija obučajušcichsja v gimnazijach. Čast’ 1. Političeskaja economija, ili nauka, Moskau 1805; Čast’ 2. Političeskaja economija v sobstvennom značenii. Moskau 1806. 2. Auf-lage der russischen Ausgabe Moskau 1821. DEUTSCH Anfangsgründe der Staatswirthschaft, oder die Lehre von dem Nationalreichthume. 1. Band. Riga 1805; 2. Band. Riga 1807.
- Principes élémentaires du droit naturel par Chrétien de Schloetzer. A l’usage de ses auditeurs. Dorpat 1804. POLNISCH Początki ekonomii polityczney czyli Nauka o gospodarstwie kraiowém. T. 1, Übersetzt von Antoni Gliszczyński, w Drukarni Gazety Warszawskiey, Warszawa 1808 RUSSISCH Nacal’nye osnovanija estestvennogo prava, izdannye Christianom Šlecerom, Moskau 1806, 1807.
- Adresse à la jeune Noblesse de Moscou. Dörpat 1804.
- Table des matières continues dans le Droit des Gens moderne de l’Europe. Dorpat. 1804.
- Ueber die Ursachen der im russischen Reiche immer höher steigenden Theuerung der Landesprodukte und die Mittel solche wiederum zu vermindern. In: Russischer Merkur, 5, 1805, S. 169–234.
- Kleine Schriften aus dem Fache der Rechtsgelehrsamkeit, Geschichte und Politik, Bd. 1, Göttingen 1807.
- Ueber föderative Systeme in Beziehung auf die gegenwärtige Lage von Europa. In: Merkels SupplementBlättern zum Freimüthigen 1807, S. 22–23.
- Pervye Nacala gosudarstvennogo chozjajstva, ili nauki o narodnom bogatst ve, socinennye Christianom Šlëcerom, nadvornym sovetnikom i politiki professorom v Imperatorskom Moskovskom universitete. Perevel s nemeckogo kandidat Ivan Guržev. Dlja upotreblenija obucajušcichsja v gimnazijach. Moskau 1807.
- Institut d'education établi par Messieurs Schlözer et Villers, Moscou; Prospectus d’un Institut d’éducation. Moscou 1808. RUSSISCH Plan novago instituta vospitanija zavedennago gospodami Šlecerom i Villersom, Moskva; DEUTSCH Mitau.
- Principes élementaires du droit Romain civil et de la législation criminelle, fondée sur le droit naturel et la politique. A l’usage des élèves de la pension noble de l’Université de Moscou. Moskau 1808. RUSSISCH Načal’nye osnovanija prava rimskogo, graždanskogo i ugolovnogo, osnovannye na estestvennom prave i politike. Perevod s nemeckogo Vladimira Vel’jaminova.
- Ursprung der Slawen, und insonderheit der Russischen Slawen. Moskwa 1808. RUSSISCH O proischoždenii sloven voobšče i v osobennosti sloven rossijskich ili Opyt rešenija predložennoj Imperatorskim Obščestvom rossijskoj istorii i drevnostej i istoričeskim klassom Impe-ratorskogo Moskovskogo universiteta zadači otnositel’no prognanija sloven s beregov Dunaja volochami. Sočinenie professora Šlëcera. Moskau 1810. RUSSISCH Načalo Slavjan a osoblivo Rossijskich Slavjan. Moskau 1810.
- Ursprung des Russischen Reichs. Heft 1. 2. Mit Zeittafeln, erklärenden Anmerkungen, Karten u.s.w. Moskwa. 1808, 1809. RUSSISCH Načalo Rossijskogo gosudarstva, v istoričeskich kartach, chronologičeskich i genealogičeskich tablicach predstavlennoe professorom Šlëcerom. Tetrad’ pervaja. Moskau 1809.
- Ob’jasnitel’nye primečanija k istoričeskim kartam, chronologičeskim i genealogičeskim tablicam Professora Šlëcera. Tetrad’ vtoraja. Moskau, Bd. 1, 1809; Bd. 2, 1810.
- Table chronologique pour le premier et second cours d’histoire, rédigée d’après la méthode de M. Schlözer à Göttingue. Moskau 1810.
- Discours pour préparer les jeunes gens à l’histoire générale, par Mr. Schlözer père, professeur à Göttingue; suivi de quelques ob-servations explicatives sur les tables chronologiques de M. Schlözer fils, professeur à Moscou. Moskau 1810.
- Der Thracierdichter, abermals ein Selbstvertrauter seltner Art, oder freimüthige Bemerkungen über zwei Aufsätze in der 28sten und 29sten Beilage zum Jahrgange 1810 des Zuschauers vom Dr. Merkel. Königsberg 1811.
- Pervye načala kommerčeskoj nauki, vzjatoj v sobstvennom značenii, sočinennye professorom Šlëcerom. V pol’zu učaščichsja v Praktičeskoj akademii. Moskau 1816.
- Dissertatio Inauguralis De Natura Atque Fundamento Nec Non Origine Et Successu Variorum Systematum Oeconomiæ Politicæ / Quam E Decreto Amplissimi Ordinis Juridico-Politici Universi-tatis Caesareae Mosquensis ...Stephanus Maslow ; [Christiano A Schlözer Professori Celeberrimo Praeceptori Suo Dilectissimo ...] Mosquæ : Excudi Curavit Augustus Semen, 1820.
- Opisanie i izobraženie novago roda rig, bolee sootvetstvujuščich celi svoej neželi obyknovennye / Izobretënnago Professorom Šlëzerom, Členom Imperatorskago Moskovskago i Vostočno-Prusskago Obščestva Sel'skogo Chozjastva. / S priloženiem risunka, Moskva, 1821.
- De nonnullis, iisque gravioribus, civitatum, pro praesenti earum conditione, cognitionis et descriptionis, vulgo Statistices dictae, defectibus. Oratio in solemnibus universitatis Mosquensis habita. Moskau 1822
- Pervyja načala političeskoj ėkonomii ili rukovodstvo dlja načinajuščich učitsja sej nauke, Moskva, 1823.
- Table des matières contenues dans la théorie de la statistique, ainsi que dans celle de l’histoire, surtout par rapport à la partie ethnographique de cette dernière science: A l’usage de la classe supérieure des élèves de la pension de l’université impériale par Chrétien de Schlötzer, professeur d’économie politique et de diplomatie. Moskau 1823. DEUTSCH Enzyklopädische Übersicht der Wissenschaften überhaupt, und der Staatswissenschaften insbesondere. Moskwa. 1823. RUSSISCH Enciklopedičeskoe obozrenie različnych nauk voobšče, a v osobennosti političeskich i istoričeskich nauk, po ich ponjatiju i vzaimnomu otnošeniju. Sočinenie, v pol’zu učaščichsja rossijskich junošej izdannoe Christianom Šlëcerom, doktorom prav Gettingenskogo korolevskogo universiteta, ordi-narnym professorom Imperatorskogo Moskovskogo universiteta. Moskau 1823. DEUTSCH Grundriß der Gegenstände, welche in der Theorie der Statistik, so wie in der der Geschichte, vorzüglich in Beziehung auf den ethnographischen Theil der letztgenannten Wissenschaft enthalten sind / von Christian von Schlözer ... Zum Gebrauche bei seinen Vorlesungen. Aus der französischen Originalausgabe (Moskwa, 1823) übersetzt und mit einigen Zusätzen versehen vom Verfasser, Göttingen : bei Rudolph Deuerlich, 1827. Siehe eine Kurzmeldung darüber in Göttingische gelehrte Anzeigen, 24. Oktober 1825, S. 171.
- August Ludwig von Schlözers öffentliches und Privatleben aus Originalurkunden und, mit wörtlicher Beifügung mehrerer dieser letzteren, vollständig beschrieben von dessen ältesten Sohne Christian von Schlözer. 2 Bde., Leipzig 1828
- Versuch einer nähern Bestimmung der allgemeinen Grundsätze, auf welchen der natürliche Preis der Güter überhaupt und insonderheit der edlen Metalle beruht. Berlin 1829.
- Der Russe und der Pole: Eine ethnographisch-historische Skizze. Mit Beifügung von drei Steinabdrücken. Köln 1831. Digitalisat.